# Abt Sportsline

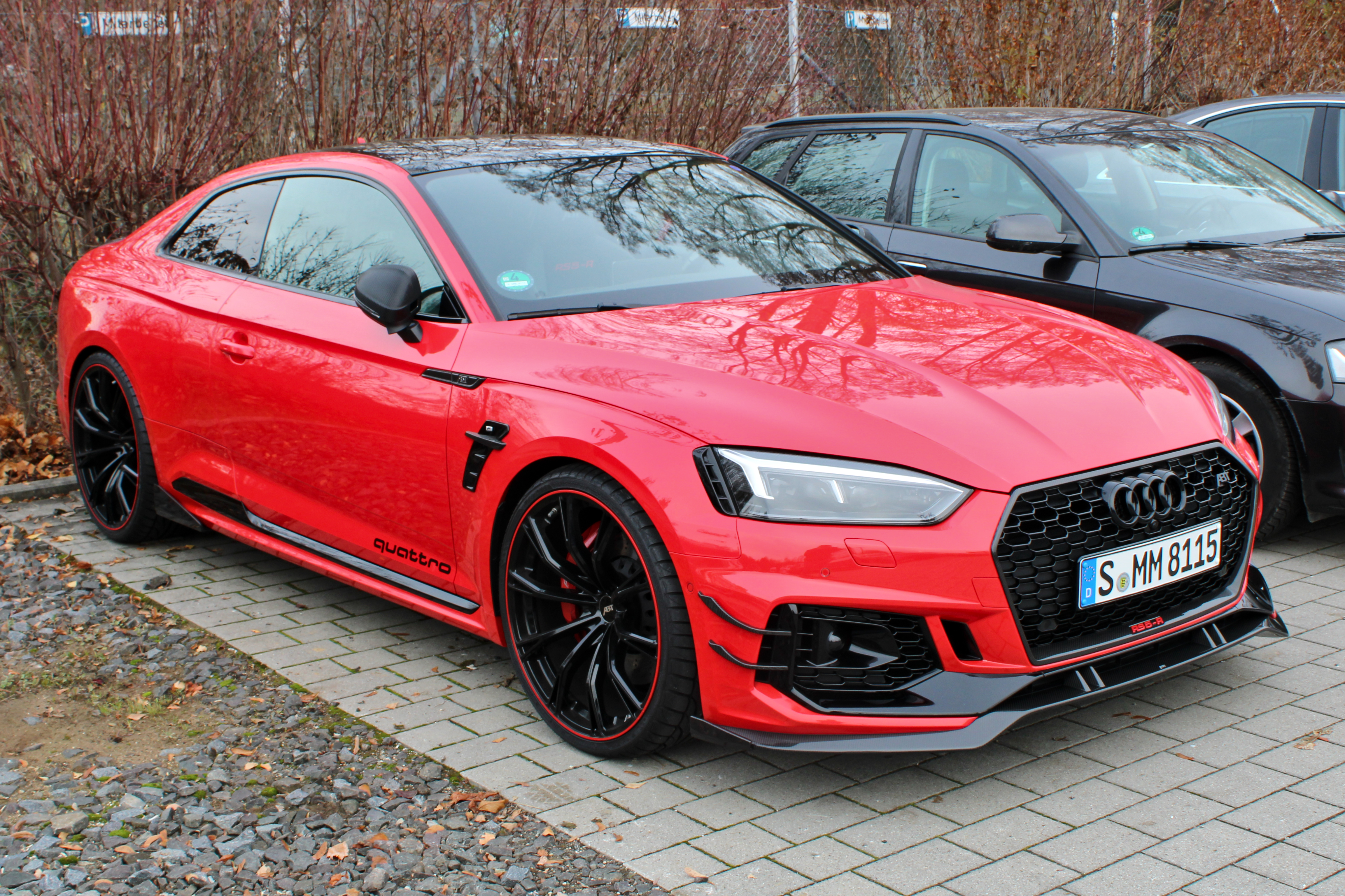
Abt Audi A5

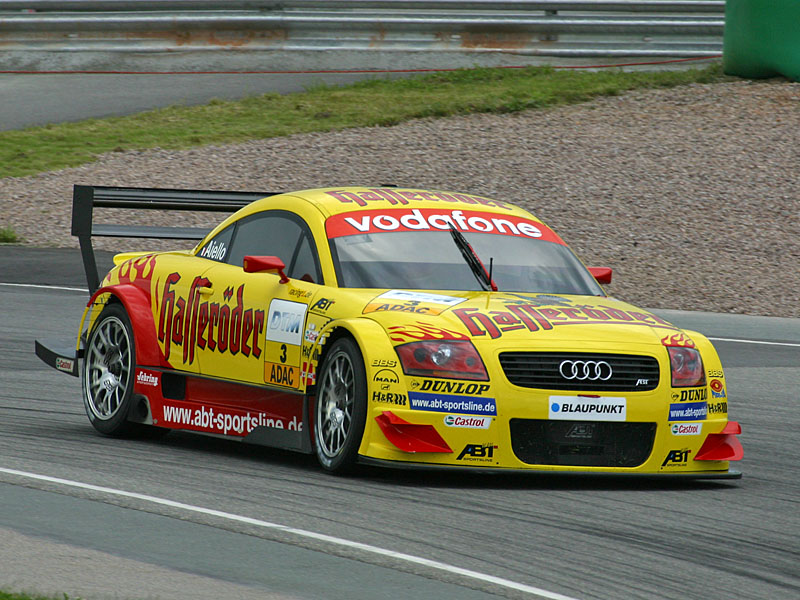
Abt Audi TT-R

Abt Sportsline is een Duitse auto- en motor-tuner gevestigd in Kempten im Allgäu. Abt is gespecialiseerd in het tunen van auto's uit de Volkswagen Group van de merken Audi, Seat, Škoda en Volkswagen.

## Geschiedenis
Abt Sportsline werd opgericht in 1970 als familiebedrijf door Johann Abt. In 2003 werd na de overlijden van Johann het bedrijf overgenomen door de twee broers Hans-Jürgen Abt en Christian Abt waarvan die laatste een bekende coureur is. Ook is Abt bekend van de DTM vanaf 2000 met de Audi TT en later met de Audi A4. Tevens stapt het team in het Formule E seizoen 2014-2015 in het elektrische kampioenschap Formule E, met Lucas di Grassi en Daniel Abt als coureurs.

## Producten
Het bedrijf doet aan chiptuning en verlaagt auto's. Daarnaast is voor veel modellen een standaard bodykit ontwikkeld, zoals bij bijna alle Audi-modellen. Deze modellen hebben een eigen naam. Hierin zijn het uiterlijk, de motor en het onderstel aangepast. Sommige modellen kunnen nog verder getuned worden, zoals de Audi RS3-R, de Audi RS4-R, de Audi RS5-R, de Audi RS6-R en de Audi RSQ8-R. De "-R" staat hierbij voor Racing.